# Loughborough Trophy
O Loughborough Trophy é um torneio tênis, que faz parte da série ATP Challenger Tour, realizado dede 2018, em piso duro, em Loughborough, Reino Unido.

## Edições

### Simples
| Ano  | Campeões      | Finalistas | Placar   | Ref   |
| ---- | ------------- | ---------- | -------- | ----- |
| 2018 | Hiroki Moriya | James Ward | 6–2, 7–5 | [ 1 ] |

### Duplas
| Ano  | Campeões                       | Finalistas                  | Placar           | Ref |
| ---- | ------------------------------ | --------------------------- | ---------------- | --- |
| 2018 | Frederik Nielsen Joe Salisbury | Luke Bambridge Jonny O'Mara | 3–6, 6–3, [10–4] |     |